# Alexander Gebert
Alexander Gebert (* 1977 in Warschau) ist ein polnischer Cellist und Hochschullehrer.
Gebert ist Spross einer Musikerfamilie, die 1980 nach Finnland auswanderte. 1982 bekam er seinen ersten Cello-Unterricht von Timo Hanhinen am Konservatorium Turku. Mit 12 Jahren wurde er Student an der Sibelius-Akademie in Helsinki. Zu seinen Lehrern gehörten dort Csaba Szilvay, Victoria Yaglig, Kazimierz Michalik, Marko Ylönen und Heikki Rautasalo.
Von 1995 bis 1998 studierte er bei Kazimierz Michalik an der Fryderyk-Chopin-Universität für Musik und wechselte dann nach Paris (Philippe Muller) und nach Stuttgart (Natalia Gutman).
Gebert trat in Europa und Nordamerika als Solist und Kammermusiker auf. Dabei kam es zur Zusammenarbeit mit Komponisten wie u. a. Mauricio Kagel, Salvatore Sciarrino, Friedrich Cerha, Krzysztof Meyer, Krzysztof Penderecki, Albert Schneltzer und Kurt Schwertsik.
2005 bis 2012 war Gebert Cellist des Altenberg Trios Wien, dessen Repertoire rund 200 Klaviertrios umfasst, darunter auch eigens für das Altenberg Trio komponierte. Mit der Pianistin Anna Magdalena Kokits hat Gebert zwischen 2007 und 2013 jährlich zwei Konzerte im Wiener Musikverein gegeben. Das Duo hat auch mehrere dem Duo gewidmete Werke uraufgeführt, bei Komponisten wie Richard Dünser, Tomasz Skweres, Akos Banlaky, Lukas Haselböck und Christoph Reinhard.
Inzwischen gibt Gebert oft Meisterkurse in Finnland, Belgien und Polen. Er lehrte Kammermusik am Konservatorium Wien Privatuniversität, der Accademia die Musica di Pinerolo und der Accademia pianistica di Imola, sowie zahlreiche Meisterkurse an verschiedenen europäischen Hochschulen und Universitäten.
Seit 2010 lehrt er als Professor an der Hochschule für Musik Detmold, seit 2015 ist er dort auch künstlerischer Prorektor.

## Auszeichnungen
- 1993 Internationalen Cello-Wettbewerb
- 1997 Zweiter Sieger im Warschauer Lutosławski-Wettbewerb
- 2000 3. Preis des Antonio-Janigro-Wettbewerbs in Zagreb
- Zweiter Preis sowie Publikumspreis des Internationalen Wettbewerbs in Genf
- 1. Preis im Concorso Valentino Bucchi in Rom
- ab 2002 wurde ihm ein Drei-Jahres-Stipendium der Groupe Banques Populaires in Paris zuteil